# Schwedische Fußballnationalmannschaft (U-17-Juniorinnen)
Die schwedische U-17-Fußballnationalmannschaft der Frauen repräsentiert Schweden im internationalen Frauenfußball. Die Nationalmannschaft untersteht dem Svenska Fotbollförbundet und wird seit 2022 von Anders Bengtsson und der ehemaligen Nationalspielerin Elin Magnusson trainiert.
Die Nachwuchsmannschaften des schwedischen Verbands werden nicht nach Altersklassen, sondern nach Geburtsjahren organisiert. Dementsprechend besteht die aktuelle U-17-Nationalmannschaft aus der sogenannten „F2005“ (weiblich, Jahrgang 2005).

## Geschichte
Erstmals erwähnt wird eine schwedische U-17-Auswahl vom isländischen Fußballverband bei einem Testspiel im Jahr 1993. Auch bei der ersten Austragung des Nordic Cup für U-17-Mannschaften nahm 1998 ein schwedisches Team teil, das den vierten Platz belegte. Der schwedische Verband dagegen listet keine Länderspiele einer weiblichen U-17-Mannschaft vor 2001.
Heute treten die U-17-Auswahlen bei der U-17-Europameisterschaft und (theoretisch) auch bei der U-17-Weltmeisterschaft für Schweden an. Bislang ist es jedoch noch keinem schwedischen Team gelungen, sich als U-17 für eine WM-Endrunde zu qualifizieren. Den bislang größten Erfolg als Schwedens U-17-Mannschaft feierte der Jahrgang „F1996“ mit dem Einzug ins Finale der Europameisterschaft 2013, wo sie Polen knapp mit 0:1 unterlag. Dasselbe Team gewann zwei Jahre später als U-19-Auswahl die U-19-Europameisterschaft.
Danach erreichte keine schwedische Mannschaft mehr die Endrunde einer U-17-Europameisterschaft. Als Gastgeber wäre Schweden für die EM 2020 zwar qualifiziert gewesen, diese wurde aber wegen der COVID-19-Pandemie abgesagt. Spätestens 2024 wird das schwedische U-17-Team als Gastgeber des Turniers wieder an einer EM-Endrunde teilnehmen.
Beim Nordic Cup war die schwedische Mannschaft in der U-17-Ära mit insgesamt vier Turniersiegen (2000, 2003, 2004, 2006) die erfolgreichste teilnehmende Mannschaft.

## Turnierbilanz

### Weltmeisterschaft
| Jahr   | Gastgeber           | Platzierung        |
| ------ | ------------------- | ------------------ |
| 2008   | Neuseeland          | nicht qualifiziert |
| 2010   | Trinidad und Tobago | nicht qualifiziert |
| 2012   | Aserbaidschan       | nicht qualifiziert |
| 2014   | Costa Rica          | nicht qualifiziert |
| 2016   | Jordanien           | nicht qualifiziert |
| 2018   | Uruguay             | nicht qualifiziert |
| 2021 1 | Indien 1            | – 1                |
| 2022   | Indien              | nicht qualifiziert |

### Europameisterschaft
| Jahr   | Gastgeber               | Platzierung            |
| ------ | ----------------------- | ---------------------- |
| 2008   | Schweiz                 | 2. Qualifikationsrunde |
| 2009   | Schweiz                 | 2. Qualifikationsrunde |
| 2010   | Schweiz                 | 2. Qualifikationsrunde |
| 2011   | Schweiz                 | 2. Qualifikationsrunde |
| 2012   | Schweiz                 | 2. Qualifikationsrunde |
| 2013   | Schweiz                 | Vize-Europameister     |
| 2014   | England                 | 2. Qualifikationsrunde |
| 2015   | Island                  | 2. Qualifikationsrunde |
| 2016   | Belarus                 | 2. Qualifikationsrunde |
| 2017   | Tschechien              | 2. Qualifikationsrunde |
| 2018   | Litauen                 | 2. Qualifikationsrunde |
| 2019   | Bulgarien               | 2. Qualifikationsrunde |
| 2020 2 | Schweden 2              | – 2                    |
| 2021 2 | Färöer 2                | – 2                    |
| 2022   | Bosnien und Herzegowina | 2. Qualifikationsrunde |
| 2023   | Estland                 | Gruppenphase           |

### Nordic Cup
| Jahr | Gastgeber   | Platzierung |
| ---- | ----------- | ----------- |
| 1998 | Dänemark    | 4. Platz    |
| 1999 | Niederlande | 3. Platz    |
| 2000 | Finnland    | Sieger      |
| 2001 | Norwegen    | 2. Platz    |
| 2002 | Island      | 2. Platz    |
| 2003 | Schweden    | Sieger      |
| 2004 | Dänemark    | Sieger      |
| 2005 | Norwegen    | 4. Platz    |
| 2006 | Finnland    | Sieger      |
| 2007 | Norwegen    | 2. Platz    |

## Höchste Siege
|   | Datum         | Ort                 | Gegner     | Ergebnis | Anlass                |
| - | ------------- | ------------------- | ---------- | -------- | --------------------- |
| 1 | 15. Okt. 2008 | Dravograd           | Armenien   | 16:0     | EM-Qualifikation 2009 |
| 2 | 17. Sep. 2009 | Märsta              | Estland    | 14:0     | EM-Qualifikation 2010 |
| 3 | 14. Okt. 2015 | Mogoșoaia           | Rumänien   | 13:0     | EM-Qualifikation 2016 |
| 4 | 19. Okt. 2007 | Antalya             | Moldau     | 12:0     | EM-Qualifikation 2008 |
| 4 | 28. Sep. 2007 | Tidaholm            | Kasachstan | 12:0     | EM-Qualifikation 2008 |
| 6 | 17. Okt. 2018 | Alphen aan den Rijn | Lettland   | 11:0     | EM-Qualifikation 2019 |
| 6 | 19. Okt. 2017 | Ljungskile          | Kroatien   | 11:0     | EM-Qualifikation 2018 |
| 8 | 19. Okt. 2011 | Nyíregyháza         | Bulgarien  | 10:0     | EM-Qualifikation 2012 |